# Аир (растение)
Аи́р (лат. Ácorus) — род многолетних вечнозелёных травянистых растений из монотипного семейства Аирные, или Аировые (Acoráceae). Ранее данное семейство рассматривалось в качестве подсемейства лат. Acoroideae семейства Ароидные (Araceae).
Род состоит из двух видов, произрастающих в сырых местах или на мелководьях — по берегам ручьёв, рек и озёр, на окраинах болот. Некоторые источники включают в состав рода до шести видов.

## Названия
Родовое название Acorus является латинской адаптацией (в классических латинских текстах не засвидетельствовано) др.-греч. ἄκορος (ж. р.) «аир». Под этим названием растение с душистым корнем описано у Теофраста ещё в III веке до н. э. Греческое слово, возможно, происходит от пра-и.е. ak̂er-, ok̂er-, восходящего к корню ak̂-, ok̂- «острый», или  «неукрашенный, некрасивый» — и связано с невзрачностью соцветий, имеющих зеленовато-жёлтый цвет. По всей видимости родственен др.-греч. ἄκορον «Ирис ложноаировый» (Iris pseudacorus), которое встречается также в классической латыни: acoron/acorum, причём как в том же значении, так, видимо, и в значении аира.
Русское название рода происходит от турецкого названия этого растения — ağir, которое в свою очередь заимствовано из др.-греч. ἄκορος «аир». Народные и диалектные варианты: «явер», «яер», «ирный корень», «ир», «гаир», «каламус», «косатник», «лепешник», «сабельник», «татарское зелье», «татарский сабельник» в родственных русскому языках: укр. а́їр, бел. я́ер.
Названия на других языках: англ. Sweet-flag, нем. Kalmus, фин. Kalmojuuri, монг. Эгэл годил увс, Зуун ует.

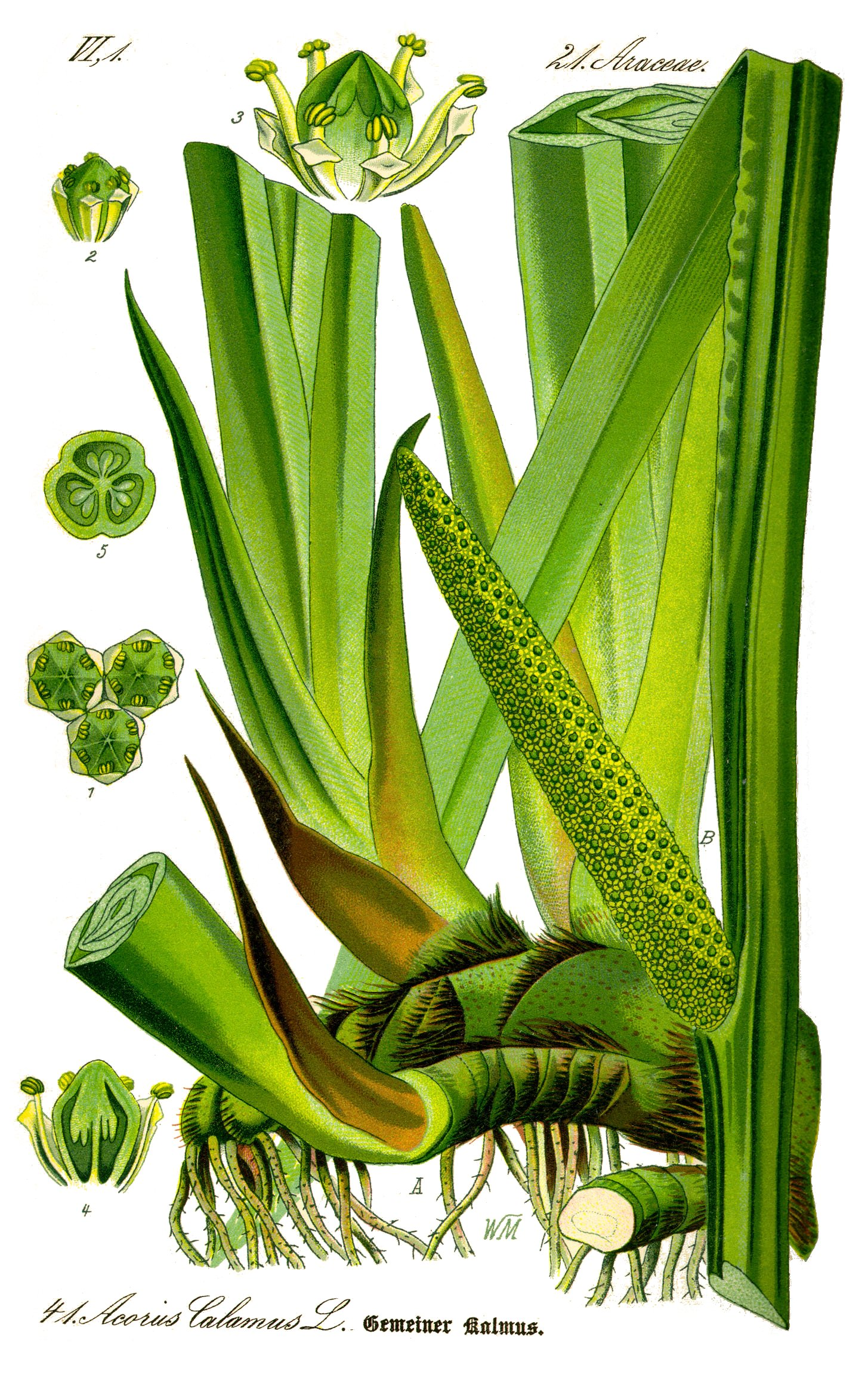
Аир обыкновенный.

Слово «аир» нередко используется не только как русское название рода Acorus, но и как русское название наиболее известного вида этого рода, аира обыкновенного (Acorus calamus).

## Биологическое описание
Небольшие многолетние корневищные травы, предпочитающие заболоченные места, обитающее по берегам рек, вокруг стариц и на окраинах болот.  
Высота взрослых растений — от 10 см у некоторых культиваров аира злакового до 120 см у аира обыкновенного. Все части растения издают слабо заметный приятный аромат.
Корневище толстое, ползучее, горизонтальное, бурого цвета, толщиной до 3 см, внутри бело-розового цвета, съедобное, с приятным ароматом, напоминающим запах корицы или мандарина. От горизонтально простирающихся корневищ снизу отходят корни, сверху — листья и цветоносные побеги.
Стебель прямостоячий, неветвистый, трёхгранный, с острыми рёбрами.
Листья длинные, линейно-мечевидные, очерёдные, ярко-зелёные. Располагаются на корневище подобно вееру, по форме сходны с листьями ирисов. Листья срастаются друг с другом, окружая главный стебель, так что соцветие как бы выходит из середины листа. Листья аиров на изломе издают характерный пряный запах с болотной нотой.

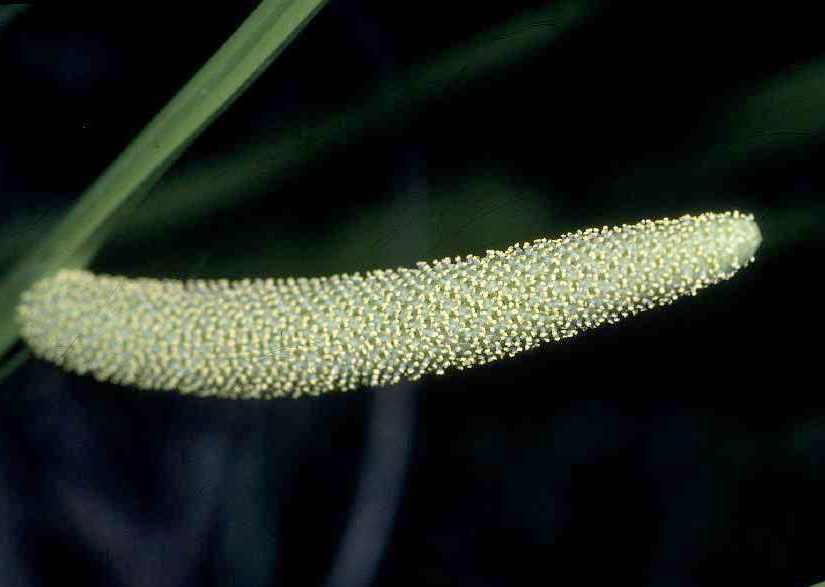
Соцветие аира обыкновенного

Цветение происходит ранней весной, цветки собраны в цилиндрические початки длиной от 4 до 12 см, на одном початке развивается множество цветков. От основания початка отходит длинный (до 50 см) кроющий лист.
Цветки обоеполые, мелкие, зеленовато-жёлтые, с околоцветником из двух узких чешуйчатых листочков. Тычинок шесть, пестик один. В цветках сначала созревают рыльца, а пыльники вскрываются только после того, как рыльца теряют способность воспринимать пыльцу. Цветение не всегда заканчивается образованием плодов.
Плоды — многосемянные сухие (суховатые) продолговатые ягоды красного или зеленоватого цвета. Для аира характерна эпизоохория: плоды распространяются животными.
Число хромосом: 2n = 24.

## Применение
Потом я срезал широкие, как сабли, листья аира. От них исходил сильный и пряный запах. Я вспомнил, что на Украине хозяйки по большим праздникам устилают полы аиром, и стойкий запах его держится в хатах почти до зимы.
В научной медицине, парфюмерии и пищевой промышленности используется аирное масло (лат. Oleum calami), извлекаемое из корневищ (его содержание в корневищах достигает 4,5 %).
В народной медицине, а также в кулинарных целях (для ароматизации пищевых продуктов) используются сырые и сушёные корневища и листья.
Корневища аира обыкновенного в высушенном и засахаренном виде ещё в XIX веке считались лакомством.
В 2011 году Роспотребнадзор включил аир злаковый и аир болотный в список растений, содержащих сильнодействующие, наркотические или ядовитые вещества (изменения были внесены в СанПиН «Гигиенические требования безопасности и пищевой ценности пищевых продуктов»).

### В медицине

Хроматограмма эфирного масла аира

Установлено, что препараты из аира обыкновенного обладают спазмолитическим, сосудорасширяющим, противомикробным, обезболивающим (местноанестезирующим), вяжущим, обволакивающим, седативным, репаративным, кровоостанавливающим, мочегонным и тонизирующим свойствами.
Препараты из корневища аира в народной медицине используют в первую очередь при проблемах, связанных с желудочно-кишечным трактом: при язве желудка и двенадцатиперстной кишки, при расстройствах кишечника и метеоризме, при отсутствии аппетита. Также аир используется при бронхите, плеврите, желчно-каменной и почечно-каменной болезнях, при нерегулярных менструациях, при патологическом прохождении климакса — и как средство, усиливающее половую потенцию.
В монгольской народной медицине корневища употреблялись как общеукрепляющее и тонизирующее средство при утомлении, истощении и ослабленном питании. Аир обыкновенный входил в состав многих лекарственных смесей и очень широко применялся при различных заболеваниях пищеварительной системы, а также при мучительной тошноте, рвоте, икоте. Настой аира применялся при заболеваниях мочеполовой системы и анурии. Из корневища готовили ванны для лечения кожных заболеваний, особенно чесотки.
Раньше аир использовали вместе с порошком угля для очистки воды, непригодной для питья.

### В садоводстве
Все виды аира используются в ландшафтном дизайне: их сажают по берегам искусственных прудов и ручьёв. Ценятся растения за декоративность своих листьев. Все виды аира не требовательны к уходу и нуждаются лишь в обрезке для ограничения своего распространения; растения размножают путём деления. Морозостойкость — примерно до -35 °C.
Аир злаковый используется также как аквариумное растение.

## Классификация

### Таксономия
Род Аир входит в монотипное семейство Аирные Acoraceae порядка Аироцветные (Acorales). В более ранних системах классификации род включался в подсемейство Аирные (Acoroideae) семейства Ароидные (Araceae); ныне это подсемейство упразднено, трансформировано в одноимённое монотипное семейство Аирные.
|  |                                      |  |                                                    | монотипный порядок Аироцветные |  | монотипное семейство Аирные |  | род Аир |  | от двух до шести видов, включая два общепризнанных вида:Аир обыкновенный (Acorus calamus) Аир злаковый (Acorus gramineus) |
|  |                                      |  |                                                    | монотипный порядок Аироцветные |  | монотипное семейство Аирные |  | род Аир |  | от двух до шести видов, включая два общепризнанных вида:Аир обыкновенный (Acorus calamus) Аир злаковый (Acorus gramineus) |
|  | отдел Цветковые, или Покрытосеменные |  |                                                    |                                |  |                             |  |         |  | |
|  |                                      |  |                                                    |                                |  |                             |  |         |  | |
|  |                                      |  | ещё 58 порядков цветковых растений (APG III, 2009) |                                |  |                             |  |         |  | |
|  |                                      |  |                                                    |                                |  |                             |  |         |  | |

### Виды
Число видов, по разным данным, — от двух до шести (из нижеперечисленных видов общепризнаны два первых):
- Acorus calamus L. — Аир обыкновенный, или Аир болотный. Видовой эпитет происходит от греч. καλαμος — «трость, полый стебель». Высота растения — от 60 до 120 см, ширина листьев — до 2,5 см, длина соцветий — до 8 см Аир обыкновенный цветёт в мае—июле.
- Acorus gramineus Sol. ex Aiton — Аир злаковый, или Аир злаковидный. Вид из влажных субтропических лесов Японии; напоминает Аир обыкновенный в миниатюре, только с более мягкими листьями. Высота взрослых растений — от 15 до 30 см, ширина листьев — ок. 0,6 см, длина соцветий — до 2,5 см.
- Acorus americánus (Raf.) Raf. — Аир американский. Вид из Северной Америки.
- Acorus latifólius Z.Y.Zhu — Аир широколистный. Вид из Китая.
- Acorus tatarinówii Schott — Аир Татаринова. Вид из Китая. Назван в честь русского дипломата и учёного (китаеведа, врача, ботаника) Александра Алексеевича Татаринова (1817—1886).
- Acorus xiangýeus Z.Y.Zhu. Вид из Китая.

## Сорта
Некоторые сорта аира:
- Acorus calamus 'Variegatus' — растения с полосатыми листьями; весной цвет полосок розовый, затем становится кремовым. Этот культивар также используют при создании бонсай в качестве сопутствующего растения.
- Acorus gramineus 'Ogon' — растения с пёстрыми листьями.
- Acorus gramineus 'Pusillus' — миниатюрные растения высотой до 10 см, их нередко выращивают в аквариумах.
- Acorus gramineus 'Variegatus' — растения с полосатыми листьями; цвет полос — кремовый; традиционно выращивают в аквариумах.
- Acorus 'Mt. Emei'.